# Saint-Maurice VS
| VS ist das Kürzel für den Kanton Wallis in der Schweiz. Es wird verwendet, um Verwechslungen mit anderen Einträgen des Namens Saint-Maurice zu vermeiden. |

Saint-Maurice ist eine Munizipalgemeinde, eine Burgergemeinde mit einem Burgerrat und Hauptort des gleichnamigen Bezirks im französischsprachigen Teil des Kantons Wallis in der Schweiz. Die nordöstliche Gemeindegrenze bildet die Rhone, die hier auch die Kantonsgrenze zum Kanton Waadt ist. Der deutsche Name Sankt Moritz wird heute nicht mehr verwendet.
In Saint-Maurice befindet sich neben der Abtei Saint-Maurice auch ein Konvent der Kapuziner sowie das 1906 gegründete Kloster mit Augustinerinnen.

## Wappen
Blasonierung: Weisses Kleeblattkreuz auf blau-rot gespaltenem Wappenschild.

## Geschichte

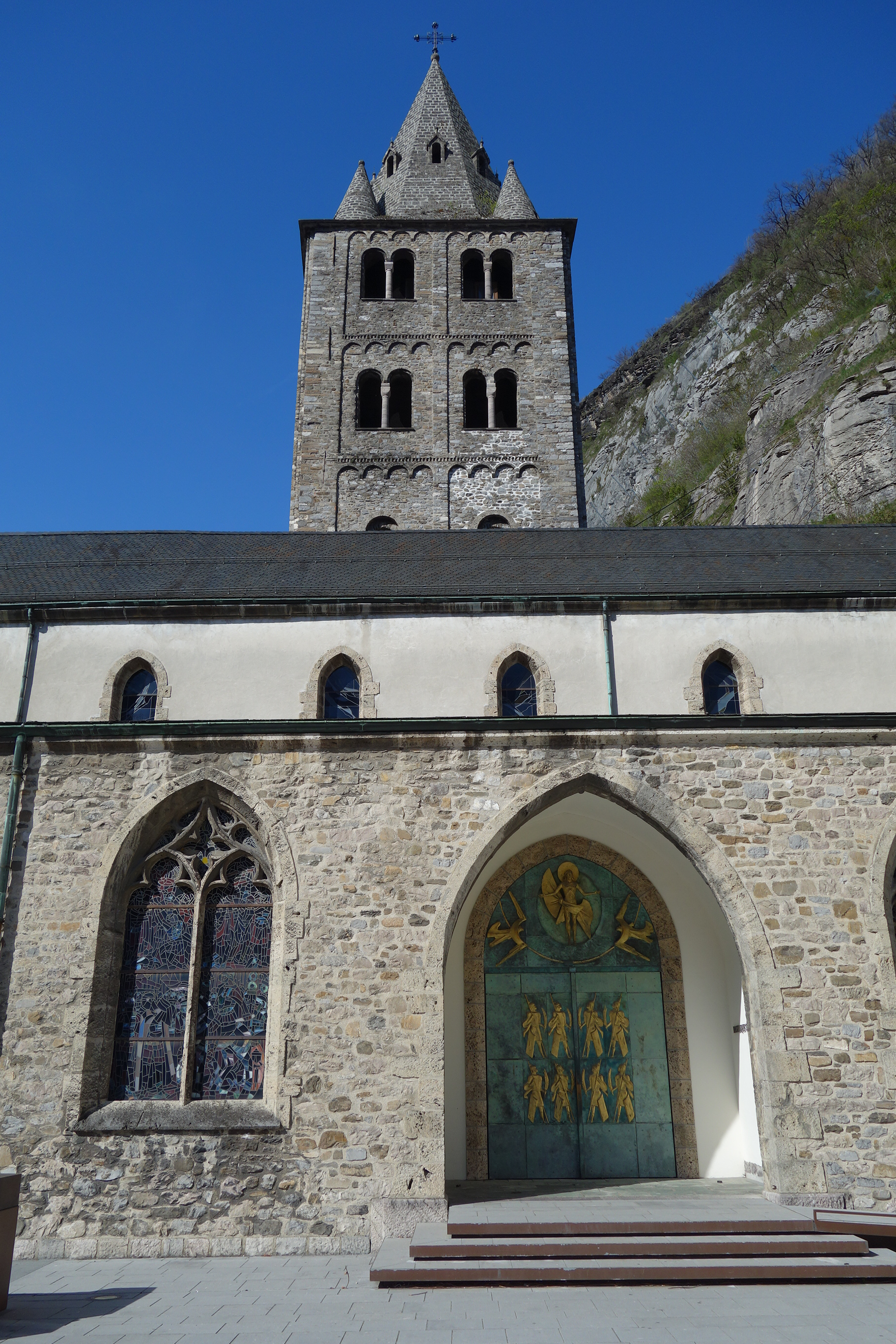
Saint-Maurice, Blick auf die Abteikirche

Saint-Maurice war zunächst der keltische Ort Acauno, der wegen seiner strategischen Lage am Eingang zum oberen Rhonetal die Aufmerksamkeit der Römer auf sich zog. Nach der Eroberung richteten sie dort einen Militärposten und eine Zollstation ein, um Abgaben von den Händlern zwischen Italien und Gallien zu erheben, denn der Ort lag an einer der grossen Handelsstrassen, die über den Mont-Joux-Pass von Italien nach Germanien und Gallien führte.
Zahlreiche römische Legionen waren hier stationiert, von denen die sog. Thebaische Legion besonders bekannt wurde. Mauritius, der Hauptmann einer Abteilung dieser Legion, erlitt dort angeblich mit allen seinen Soldaten gegen Ende des 3. Jahrhunderts den Märtyrertod. Die Überreste von Mauritius und seinen Gefährten wurden von Bischof Theodor (auch: Theodul), dem ersten Bischof des Wallis, in ein Heiligtum an der Basis des Felsens beim heutigen Ort Saint-Maurice überführt.
Wenn die Stadt auch am Ruf der Abtei Anteil hatte, so war sie sich auch der durch ihre strategische Lage bedingten Gefährdungen bewusst. So gab es Plünderungen durch die Langobarden im Jahr 574 und durch die Sarazenen Mitte des 10. Jahrhunderts. Der Ort wurde auch Zeuge der Gründung des 2. Burgunderreiches: Rudolf I. wurde 888 in der Abtei gekrönt. Nach 1032 kam der Ort unter die Herrschaft der Grafen von Savoyen und erhielt im 13. Jahrhundert von ihnen Freiheitsbriefe. Seit Ende des 15. Jahrhunderts die Walliser das Chablais eroberten, ist Saint-Maurice Verwaltungssitz des Unterwallis.
1798 wurde die Unabhängigkeit des Wallis proklamiert: Die Repräsentanten des Ober- und Unterwallis vereinigten sich in Saint-Maurice und beschlossen, die Republik Wallis auszurufen. Saint-Maurice wurde Distrikt-Hauptort. Durch die Intervention des französischen Direktoriums (1795–1798) wurde das Wallis der von Frankreich geschaffenen Helvetischen Republik eingegliedert. Die Rebellion des Oberwallis gegen die neue Ordnung wurde gewaltsam durch französische Truppen gebrochen.
Während der Mediationszeit wurde das Wallis zunächst eine unabhängige Republik, dann ein Teil Frankreichs. Bis 1814 war Saint-Maurice eine Unterpräfektur des Départements Simplon. 1815 schloss sich das Wallis wieder der Schweizerischen Eidgenossenschaft an, und Saint-Maurice wurde der Hauptort eines der 13 Distrikte des neuen Kantons Wallis.
Die Festung Saint-Maurice gehörte zusammen mit Sargans und Gotthard zu den drei grossen Festungsgebieten der Schweizer Armee im Réduit-Verteidigungsdispositiv des Zweiten Weltkriegs und während des Kalten Krieges.
Auch heute ist Saint-Maurice Sitz mehrerer religiöser Institutionen und von Bildungseinrichtungen. Der Ort ist bekannt durch die Mauritius-Verehrung, die Basilika und ihren Schatz, die Naturgrotten und das Schloss Saint-Maurice mit Museum.

Luftbild (1971)

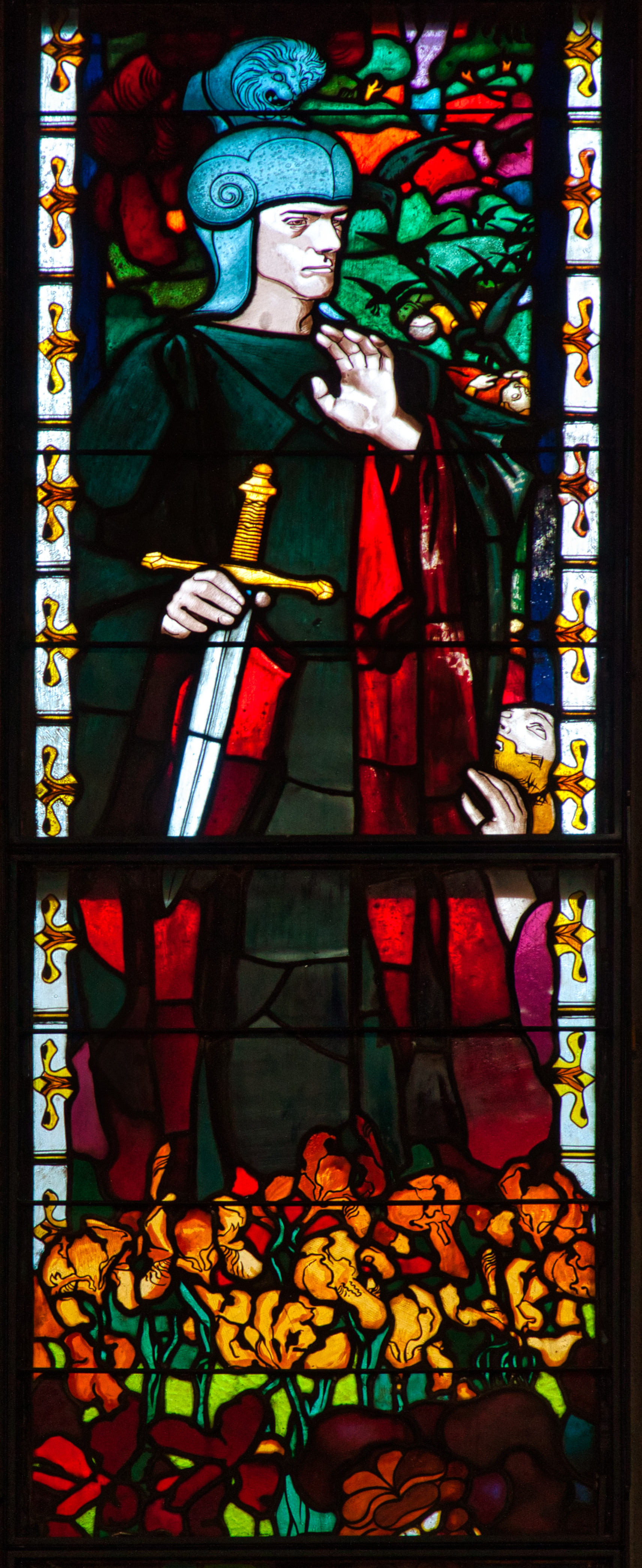
Hl. Mauritius, Detail aus dem Märtyrerfenster (1898–1899) von Józef Mehoffer in der Kathedrale von Freiburg, Schweiz

Seit dem 1. Januar 2013 gehört auch die ehemals selbständige Gemeinde Mex zum Gebiet der Gemeinde Saint-Maurice.

### Abtei Saint-Maurice
Im Jahr 515 beauftragte König Sigismund von Burgund Mönche, hier ein Kloster zu errichten. Dieses Datum gilt als Gründung der Abtei Saint-Maurice, die damit als eine der ältesten Abteien der Schweiz anzusehen ist.
Von Anfang an war die Abtei ein grosser Anziehungspunkt für Pilger aus Germanien, Gallien und Italien. Die merowingischen und karolingischen Könige zeigten grosses Interesse an diesem Ort, bildete er doch den Zugang zu den Alpenpässen nach Italien. Die Ausstrahlung der Abtei zog nicht nur viele Pilger, sondern auch ständige Bewohner an. Daher ist die Geschichte des Ortes aufs Engste mit der des Klosters verbunden. Gegen Ende des 4. Jahrhunderts hiess der Ort Agaune. Im 9. Jahrhundert fügte man den Namen von Mauritius hinzu, und so nannten Ort und Abtei sich von da an Saint-Maurice d’Agaune.

### St. Moritzer Pfund
In Saint-Maurice gab es eine Münzstätte. Bis 1850 waren deren Münzen ein im Wallis gängiges Geldmass unter dem Namen St. Moritzer Pfund, auch Mörsiger Pfund und lateinisch: Libra Mauriensis bzw. Libra Mauriciensis.

## Bevölkerung
| Bevölkerungsentwicklung | Bevölkerungsentwicklung | Bevölkerungsentwicklung | Bevölkerungsentwicklung | Bevölkerungsentwicklung | Bevölkerungsentwicklung | Bevölkerungsentwicklung | Bevölkerungsentwicklung | Bevölkerungsentwicklung | Bevölkerungsentwicklung | Bevölkerungsentwicklung |
| ----------------------- | ----------------------- | ----------------------- | ----------------------- | ----------------------- | ----------------------- | ----------------------- | ----------------------- | ----------------------- | ----------------------- | ----------------------- |
| Jahr                    | 1798                    | 1850                    | 1900                    | 1950                    | 2000                    | 2010                    | 2012                    | 2014                    | 2016                    | 2023                    |
| Einwohner               | 830                     | 1224                    | 2162                    | 2728                    | 3596                    | 4345                    | 4488                    | 4500                    | 4566                    | 4574                    |

## Sehenswürdigkeiten
- Schloss Saint-Maurice mit Rhonebrücke
- Chapelle Notre-Dame du Scex[9]
- Kirche St. Sigismond
- Grotte aux Fées
- Fort du Scex
- Festung Cindey

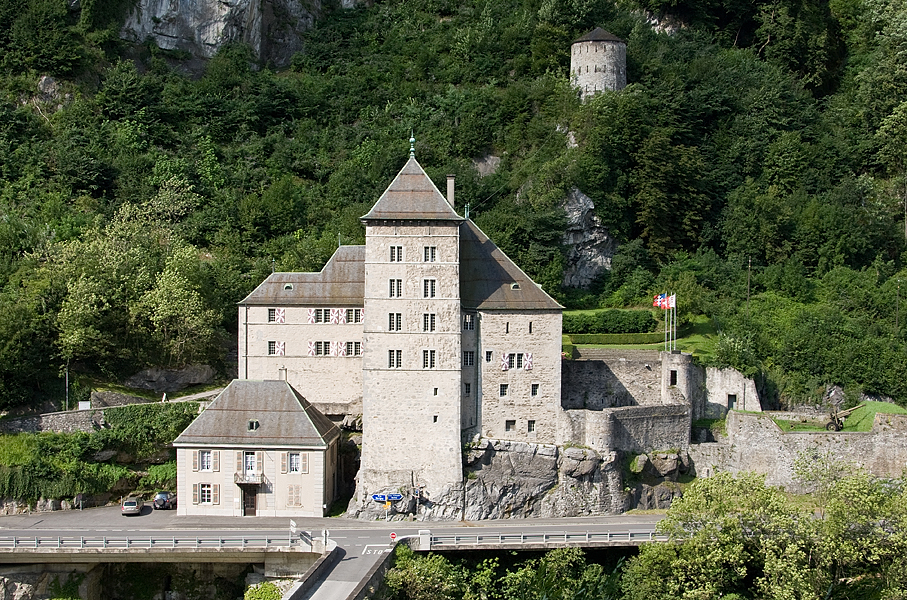
Schloss Saint-Maurice
Schloss und Rhonebrücke, Zeichnung von Niklaus Sprüngli, 1782
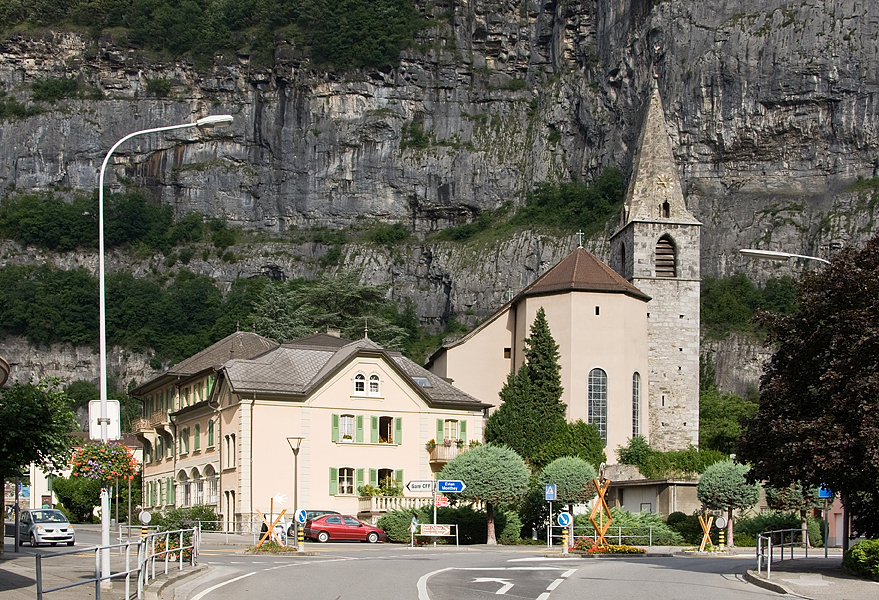
Eglise St. Sigismond
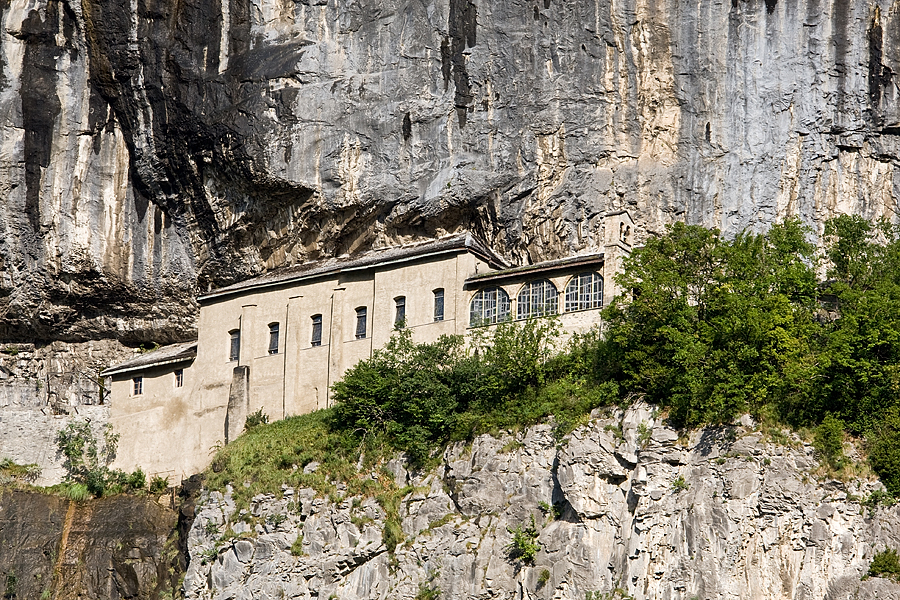
Chapelle Notre-Dame du Scex
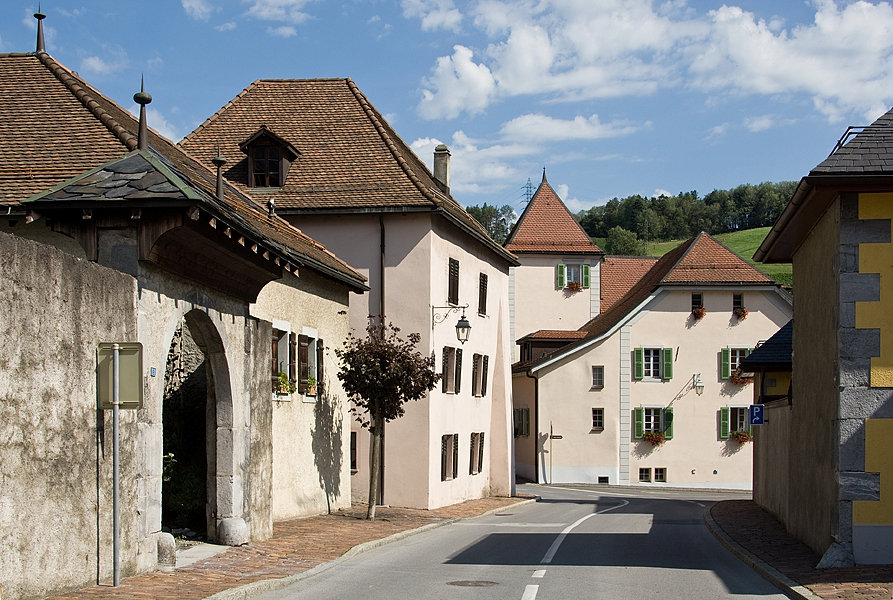
Rue Saint-François
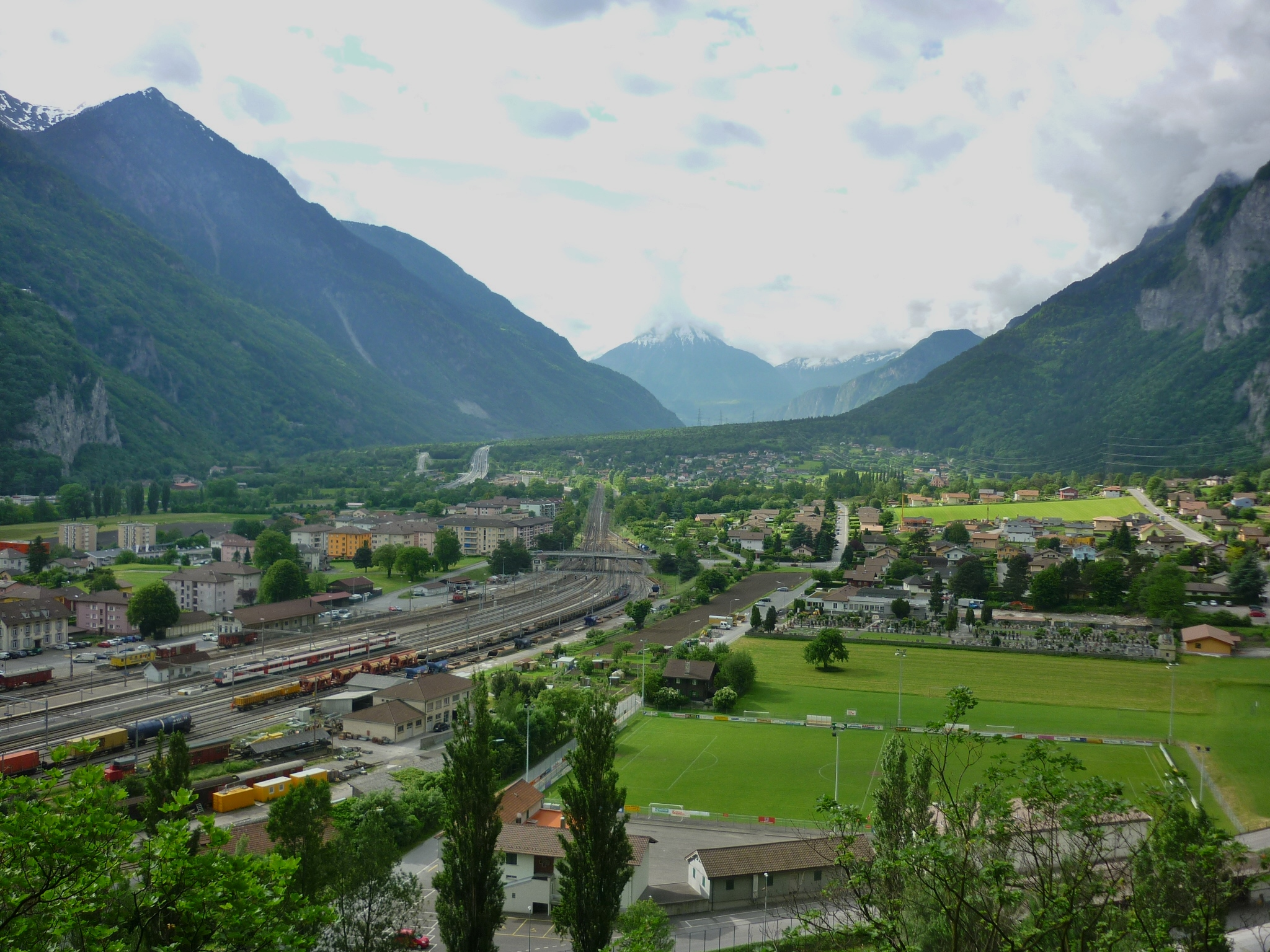
Rhonetal in Richtung Martigny

## Bildungseinrichtungen
- Le Collège de l’Abbaye, geht auf die alte Mönchsschule von 581 zurück und konnte in seiner heutigen Form 2006 auf 200 Jahre Geschichte zurückblicken; mehr als 1'000 Schülerinnen (seit 1969) und Schüler[10]
- Le Collège de la Tuilerie, benannt nach einer ehemaligen Ziegelei, 450 Schülerinnen (seit 1987) und Schüler
- La Haute école pédagogique (HEP-VS), die 1994 gegründete pädagogische Hochschule des Französisch sprechenden Wallis (deutschsprachiger Zweig in Brig), etwa 160 Studentinnen und Studenten (2003)

## Partnerschaften
Saint-Maurice ist partnerschaftlich verbunden mit
- Saint-Maurice (Val-de-Marne), Frankreich, im Grossraum Paris, seit 1957
- Obersiggenthal im Schweizer Kanton Aargau, seit 2001

## Söhne und Töchter der Gemeinde
- Alfons Ambuel (1664–1742), Landeshauptmann des Wallis
- Maurice Barman (1808–1878), Politiker
- Charles de Morny (1811–1865), französischer Industrieller und Politiker, vermutlich in Saint-Maurice VS geboren.
- Camille de Werra (1814–1875), Politiker
- Albert Luisier (1893–1979), Agronom
- Alexandre Sarrasin (1895–1976), Bauingenieur
- Alain Pichard (* 1955), Lehrer, Gewerkschafter (VPOD) und Kommunalpolitiker (GLP)
- Mix & Remix, bürgerlich Philippe Becquelin (1958–2016), Cartoonist und Illustrator